# Skiff PR1 féminin aux Jeux paralympiques d'été de 2024
Navigation
Tokyo 2020
Le skiff PR1 féminin aux Jeux paralympiques d'été de 2024 se déroulent du 30 août au 1er septembre 2024 au stade nautique olympique de Vaires-sur-Marne, en France. Il s’agit de la cinquième apparition de l’épreuve aux Jeux paralympiques d'été.
Lors des Jeux de 2020 à Tokyo, la compétition est remportée par la norvégienne Birgit Skarstein.
Comme pour l’édition précédente, douze rameuses handisport de douze nationalités différentes prennent le départ de la course.

## Organisation

### Programme
| Date          | Heure       | Tour        |
| ------------- | ----------- | ----------- |
| 30 août       |             | Série 1     |
| 30 août       | Série 2     |             |
| 31 août       |             | Repêchage 1 |
| 31 août       | Repêchage 2 |             |
| 1er septembre | 9 h 30      | Finale B    |
| 1er septembre | 11 h 10     | Finale A    |

## Médaillées
| Or                 | Argent                 | Bronze                |
| Moran Samuel (ISR) | Birgit Skarstein (NOR) | Nathalie Benoit (FRA) |

## Résultats détaillés

### Séries
| Rang | Couloir | Rameur                 | Pays         | Temps          | Notes |
| ---- | ------- | ---------------------- | ------------ | -------------- | ----- |
| 1    | 6       | Moran Samuel           | Israël       | 9 min 58 s 02  | QA    |
| 2    | 3       | Nathalie Benoit        | France       | 10 min 19 s 12 | R     |
| 3    | 4       | Kim Sejeong            | Corée du Sud | 10 min 45 s 53 | R     |
| 4    | 5       | Wang Lili              | Chine        | 11 min 9 s 66  | R     |
| 5    | 1       | Mukhayyo Abdusattorova | Ouzbékistan  | 11 min 22 s 19 | R     |
| 6    | 2       | Asiya Muhammed Sururu  | Kenya        | 12 min 8 s 84  | R     |

| Rang | Couloir | Rameur                    | Pays      | Temps          | Notes |
| ---- | ------- | ------------------------- | --------- | -------------- | ----- |
| 1    | 4       | Anna Sheremet             | Ukraine   | 10 min 12 s 00 | QA    |
| 2    | 1       | Birgit Skarstein          | Norvège   | 10 min 13 s 55 | R     |
| 3    | 6       | Claire Ghiringhelli       | Suisse    | 11 min 5 s 32  | R     |
| 4    | 3       | Claudia Cicero dos santos | Brésil    | 11 min 14 s 72 | R     |
| 5    | 2       | Ebba Einarsson            | Suède     | 11 min 35 s 91 | R     |
| 6    | 5       | Brenda Sardon             | Argentine | 11 min 48 s 23 | R     |

### Repêchages
| Rang | Couloir | Rameur                    | Pays        | Temps          | Notes |
| ---- | ------- | ------------------------- | ----------- | -------------- | ----- |
| 1    | 3       | Nathalie Benoit           | France      | 10 min 24 s 82 | QA    |
| 2    | 2       | Claudia Cicero Dos Santos | Brésil      | 10 min 54 s 61 | QA    |
| 3    | 4       | Claire Ghiringhelli       | Suisse      | 11 min 0 s 83  | QB    |
| 4    | 5       | Mukhayyo Abdusattorova    | Ouzbékistan | 11 min 25 s 27 | QB    |
| 5    | 1       | Asiya Muhammed Sururu     | Kenya       | 12 min 18 s 29 | QB    |

| Rang | Couloir | Rameur           | Pays         | Temps          | Notes |
| ---- | ------- | ---------------- | ------------ | -------------- | ----- |
| 1    | 3       | Birgit Skarstein | Norvège      | 10 min 40 s 46 | QA    |
| 2    | 4       | Kim Sejeong      | Corée du Sud | 10 min 52 s 23 | QA    |
| 3    | 2       | Wang Lili        | Chine        | 11 min 23 s 83 | QB    |
| 4    | 5       | Ebba Einarsson   | Suéde        | 11 min 33 s 21 | QB    |
| 5    | 1       | Brenda Sardon    | Argentine    | 11 min 46 s 07 | QB    |

### Finales
| Rang                                   | Couloir | Rameur                    | Pays         | Temps          | Notes |
| -------------------------------------- | ------- | ------------------------- | ------------ | -------------- | ----- |
| Médaille d'or, Jeux paralympiques      | 4       | Moran Samuel              | Israël       | 10 min 25 s 40 |       |
| Médaille d'argent, Jeux paralympiques  | 5       | Birgit Skarstein          | Norvège      | 10 min 33 s 96 |       |
| Médaille de bronze, Jeux paralympiques | 2       | Nathalie Benoit           | France       | 10 min 34 s 40 |       |
| 4                                      | 3       | Anna Sheremet             | Ukraine      | 10 min 39 s 26 |       |
| 5                                      | 1       | Kim Sejeong               | Corée du Sud | 11 min 20 s 44 |       |
| 6                                      | 6       | Claudia Cicero dos santos | Brésil       | 12 min 12 s 86 |       |

| Rang | Couloir | Rameur                 | Pays        | Temps          | Notes |
| ---- | ------- | ---------------------- | ----------- | -------------- | ----- |
| 1    | 3       | Wang Lili              | Chine       | 11 min 21 s 85 |       |
| 2    | 4       | Claire Ghiringhelli    | Suisse      | 11 min 29 s 01 |       |
| 3    | 2       | Ebba Einarsson         | Suéde       | 11 min 45 s 33 |       |
| 4    | 6       | Brenda Sardon          | Argentine   | 12 min 11 s 84 |       |
| 5    | 5       | Mukhayyo Abdusattorova | Ouzbékistan | 12 min 25 s 03 |       |
| 6    | 1       | Asiya Muhammed Sururu  | Kenya       | 12 min 34 s 78 |       |